# Neo-Faust
Neo-Faust (japanisch ネオ・ファウスト, Neo Fausuto) ist ein Manga für Jugendliche und Erwachsene und das letzte, unvollendet gebliebene Werk des japanischen Manga-Zeichners Osamu Tezuka. Es erschien 1988/89 als Serie in der Zeitschrift Asahi Journal (朝日ジャーナル, Asahi jānaru).
Während es sich bei Neo-Faust um Tezukas dritte Manga-Adaptation von Johann Wolfgang Goethes Faust (1808/32) handelt, arbeitete der Zeichner die Vorlage hier wesentlich um.
Von 1987 bis kurz vor seinem Tod publizierte Tezuka gleichzeitig drei Mangas in Fortsetzungen: Gringo, Ludwig B. und Neo-Faust, die alle unabgeschlossen blieben. Unter ihnen ist Neo-Faust das Werk, mit dem sich Tezuka bis zum allerletzten Moment beschäftigte. Während der serienweisen Veröffentlichung, die im Januar 1988 begann, wurde Tezuka wegen einer Magenkrebserkrankung im Krankenhaus stationiert, setzte die Bearbeitung aber auf dem Krankenbett fort. Der Manga-Meister war von diesem Werk so besessen, dass er mithilfe von Morphiumgaben daran weiterarbeitete, bis er seine Hand nicht mehr bewegen konnte.

## Handlung
Die Handlung von Neo-Faust beginnt im Japan um 1970, als gerade die Studentenrevolte tobt. In einem Tokioter Randbezirk, in dem sich die „NG-Universität“ (Vorbild ist die Universität Tokio) befindet, erregen merkwürdige Erscheinungen Aufsehen. Die verkohlten Leichen von fünf Studenten geben der Polizei Rätsel auf, während Ratten, Würmer und Kröten die Umgebung des Unigeländes erobern.
Auf dem Campus setzt der alte Professor Ichinoseki mitten in den Unruhen unbeirrt seine Forschungen fort. Der international renommierte Biochemiker, der mehrmals für den Nobelpreis im Gespräch war, versucht sich jedoch das Leben zu nehmen: in der tiefen Verzweiflung, dass er bei seinem hohen Alter keine Aussicht mehr hat, dem Rätsel des Lebens näherzukommen. Da erscheint vor ihm ein teuflisches Wesen in weiblicher Gestalt, das sich Mephisto nennt, wobei die Vorsilbe „me-“ im Japanischen „Weibchen“ bedeutet (牝フィスト, mefisuto). Mit ihr schließt Ichinoseki einen Pakt, dem zufolge sie ihn verjüngen soll, sodass er der Wahrheit des Universums auf den Grund gehen und die Genüsse des Lebens auskosten kann. Mephisto soll dem Professor als dessen Dienerin immer zur Seite stehen, unter der Bedingung allerdings, dass seine Seele ihr in dem Augenblick verfallen wird, in dem Ichinoseki zufrieden spricht: „Verweile doch! du bist schön!“ (vgl. Goethe, Faust I, V. 1700).
Anschließend reist Ichinoseki in das Jahr 1958 zurück. Es ist gerade der Zeitpunkt, an dem das Anti-Prostitutionsgesetz in Kraft getreten ist und die staatlich regulierte, auf bestimmte Vergnügungsviertel (赤線, akasen) begrenzte Prostitution verboten wurde. Gerade in einem solchen Stadtteil angekommen, wird Ichinoseki in der Küche eines Restaurants (für gebratene Innereien) durch einen Zaubertrank verjüngt, der mit der Hexenkunst der alten, dubiosen Wirtin zusammengebraut wurde. Sein neues Aussehen als attraktiver junger Mann fasziniert selbst Mephisto. Von einem Zauberschlaf erwacht entdeckt er, dass er sein Gedächtnis verloren hat und sogar seinen eigenen Namen nicht kennt. Während er auf der Straße umherirrt, hilft er einem älteren Mann, der gerade von Mitgliedern einer rechtsradikalen Organisation überfallen wird. Diesem Mann, der Daizō Sakane heißt und sich als vermögender Unternehmer erweist, gefällt der gedächtnis- und namenlose 20-Jährige so sehr, dass er ihm den Namen Daiichi gibt und ihm eine hohe Position in seiner Firma verschafft.
Durch seine Begabung und insbesondere durch ein gewagtes Landgewinnungsprojekt in der Bucht von Tokio (eine Anspielung auf den Stadtteil Odaiba) imponiert Daiichi dem Kapitalisten noch mehr und wird schließlich von diesem adoptiert. Als Sakanes rechte Hand agiert Daiichi im Hintergrund des japanischen Wirtschaftswunders der 1960er Jahre. Als gerade alle Pläne Sakanes und Daiichis so reibungslos abzulaufen scheinen, fühlt sich der Alte plötzlich unwohl, und es stellt sich heraus, dass er an Magenkrebs im Endstadium leidet. Daiichi verheimlicht seinem Adoptivvater jedoch den ärztlichen Befund, wonach der Unternehmer nur noch drei bis vier Monate zu leben hat und es zur Behandlung zu spät sei, weil bereits mehrere Organe von Metastasen befallen seien.
Nachdem Sakane verstorben ist, tritt Daiichi dessen Erbe an und entschließt sich, mithilfe des enormen Vermögens zum Schöpfer eines künstlichen, stärkeren Lebens zu werden.

## Figuren (Auswahl)

### Professor Ichinoseki
Der betagte Professor für Biochemie an der „NG-Universität“ ist seit 50 Jahren in seinen Forschungen versunken, um dem Rätsel des Lebens und der Wahrheit des Universums auf den Grund zu gehen. Der renommierte Wissenschaftler gilt zwar international als die führende Autorität auf dem Gebiet der Biochemie und -technik und wurde bereits dreimal für den Nobelpreis nominiert. Er wird jedoch als äußerst weltfremd angesehen, und seine Vorlesungen für die Erstsemester langweilen die Studierenden so sehr, dass sie ihn die „Mumie“ nennen. Mitten in den Turbulenzen der Studentenbewegung malt Ichinoseki sein bisheriges Leben und seine Zukunft schwarz, und als er im Begriff ist, den Freitod durch Gift zu wählen, wird er von der Teufelin Mephisto gerettet und schließt mit ihr einen Pakt. Daraufhin reist er mit Mephisto in das Jahr 1958 zurück und wird kraft eines Zaubertranks zu dem 20-Jährigen Daiichi Sakane verjüngt.

### Daiichi Sakane
Daiichi ist das verjüngte, zunächst namenlose Ich von Prof. Ichinoseki. Der junge Mann gewinnt das Vertrauen des neureichen, durch den Koreakrieg aufgestiegenen Unternehmers Daizō Sakane, wird von diesem Daiichi genannt und schließlich adoptiert. Nach dem Tod des Unternehmers tritt Daiichi dessen Erbe an. Angetrieben durch die Ambition, zum Schöpfer eines künstlichen Lebens zu werden, schmuggelt sich Daiichi als Assistent seines eigenen früheren Ichs, Prof. Ichinoseki, in die NG-Universität ein. Er besitzt keine Erinnerung an sein Leben als Prof. Ichinoseki, allerdings verfügt er über das umfangreiche Fachwissen und auch über die Handschrift des Biochemikers. Nachdem Prof. Ichinoseki durch ein gefährliches Experiment umgekommen ist, übernimmt Daiichi dessen Forschungsergebnisse, die im Projekt der Herstellung künstlichen Lebens, genannt der „Homunculus-Plan“, kulminieren sollen. Er nimmt den Namen Daiichi Ichinoseki an und beginnt zielstrebig damit, seine Pläne und Wünsche in die Tat umzusetzen.
Der erste Teil des Namens Ichinoseki, „ichi“, bedeutet im Japanischen „eins“, und der Vorname seiner verjüngten Gestalt, Daiichi, „der Erste“. Bei dieser Namensgebung handelt es sich insofern um eine Anspielung auf den Protagonisten der Vorlage, als das englische „first“ auf Japanisch wie „fāsuto“ ausgesprochen wird und damit an „Faust“ („fausuto“) anklingt.

### Mephisto
An der durch die Studentenbewegung in Aufruhr geratenen „NG-Universität“ erscheint ein teuflisches Wesen in weiblicher Gestalt, das sich Mephisto nennt. Diese Frauenerscheinung präsentiert sich vor Prof. Ichinoseki in dem Moment, als er an seinem Leben verzweifelt und Selbstmord begehen will. Sie bietet ihm einen Pakt an, aufgrund dessen sie ihn zu Daiichi Sakane verjüngt und diesem alle Wünsche erfüllt. Mehrfach erscheint sie als großer schwarzer Hund und bringt auf magische Weise diejenigen um, die Daiichi im Wege stehen. Außerdem zeigt sich Daiichis teuflische Dienerin auch verliebt in ihren Herrn. Sie macht linguistische Scherze und behauptet, ein weiblicher Teufel müsste „Mephisto“ (s. o.), ein männlicher „Ophisto“ heißen (wegen der japanischen Vorsilbe „o-“ für „Männchen“: 牡フィスト, ofisuto).

### Daizō Sakane
Der Großindustrielle verwaltet einen Konzern aus mehreren solchen Unternehmen wie der Sakane Handelsgesellschaft und der Sakane Baugesellschaft. Sakane schätzt Daiichis Begabung, adoptiert den jungen Mann und vermittelt ihm seine Lebenserfahrung. Der gierige Aufsteiger mischt bei den nationalen Großprojekten Japans wie den Bauarbeiten für die Tokioter Olympiade 1964 sowie den Bau der Shinkansen-Strecken und der Stadtautobahn Tokio mit und gelangt dadurch zu großem Reichtum. Später leidet er an Magenkrebs, vererbt sein enormes Vermögen an Daiichi und stirbt.

### Mariko Takada
Die Studentin an der Philosophischen Fakultät der „NG-Universität“ ist mit Daiichi liiert, beteiligt sich aber auch an der von Ishimaki geleiteten Studentenbewegung und leidet unter ihrer Zerrissenheit zwischen Liebe und Engagement. Später wird sie von Daiichi schwanger. Im zweiten Teil befindet sie sich in einer Irrenanstalt, denn sie soll wahnsinnig geworden sein und ihr Kind in einem Teich ertränkt haben. Neo-Faust endet fragmentarisch mit einer Szene, in der Daiichi vergeblich von Mephisto fordert, Mariko zu retten.

### Kriminalkommissar Takada
Marikos Bruder gehört als Kommissar dem Polizeipräsidium an. Er ist für die Überwachung der Studentenrevolte zuständig und um seine Schwester besorgt, die aus der Bewegung nicht aussteigen will. Der Polizeikommissar hat Daiichi als Drahtzieher der Krawalle und einer Mordaffäre im Verdacht.

### Ishimaki
Der Studentenführer an der „NG-Universität“ schreckt für die Durchsetzung seiner politischen Ziele auch vor Terroraktionen mit Einsatz von Zeitbomben und Schwefelsäure nicht zurück. Ishimaki verliebt sich in Mariko und rivalisiert mit Daiichi um sie. Im Laufe der Radikalisierung der Studentenbewegung ahnt Ishimaki seinen bevorstehenden Tod und überlässt Daiichi eine Spermaprobe in der Hoffnung, künftig, wenn die Studenten schließlich den Sieg errungen haben werden, als Klon aufzuerstehen. Unmittelbar danach wird Ishimaki von Mephisto (in der Gestalt eines schwarzen Hundes) getötet.

### Außerordentlicher Professor Yamamoto
Der a.o. Professor an der „NG-Universität“ vertreibt seinen älteren Kollegen Prof. Ichinoseki aus dem Institut für Biochemie, um sich dessen Forschungsergebnisse anzueignen. Indem Yamamoto sie vermarktet, erzielt er große Gewinne. Der Opportunist versucht jedoch gleichzeitig, den linksradikalen Studenten zu schmeicheln und so zu tun, als gehöre er zu ihren Sympathisanten.

### Daiichi Ichinoseki
Gegen Ende des ersten Teils wird Prof. Ichinoseki durch seine Beschwörung Luzifers getötet. Daiichi Sakane erbt seine geheimen Forschungsergebnisse und nennt sich nun Daiichi Ichinoseki. Er agiert als Präsident des Ichinoseki-Konzerns und widmet sich intensiv der Ambition, zum Schöpfer künstlichen Lebens zu werden.

## Abbruch und Fortsetzungspläne
Am Ende des Mangas ist in der aktuellen Edition nur das Storyboard zu sehen. Damit wird der Fragmentzustand des Werkes unterstrichen. Die letzte Seite zeigt nur einige Rahmen mit einem Dialog: „Ich lasse drei amüsante Gesellschafter zu Ihren Diensten stehen, Herr Professor.“ „Wen meinst du?“ – Während es ein Rätsel bleibt, um wen es sich bei den drei „Gesellschaftern“ handelt, soll Tezuka die weitere Handlung bereits entworfen haben, so bezeugt es jedenfalls der japanische Komparatist und Goethe-Forscher Tsutomu Hasegawa, durch den sich Tezuka beraten ließ. Mit dem Sperma des Revolutionärs Ishimaki sollte ein neues humanoides Lebewesen hergestellt werden, das eine vollständige Zerstörung der globalen Umwelt auslöst. Helena, die bereits in den abgeschlossenen Teilen der Handlung mehrmals in einer durchsichtigen Kugel bzw. in einer Retorte auftaucht, sollte im Weiteren erst richtig zum Tragen kommen: als ein symbolisches Lebewesen, das für die Essenz der Erde selbst steht.
Hasegawa zufolge sollte das Motiv der Zeitreise im zweiten Teil wiederkehren und diesmal über den Sprung in die Nachkriegszeit hinaus bis zu den Anfängen des Planeten Erde führen, um Themen wie den Ursprung des Lebens zu behandeln.
Der Autor selbst meinte einmal, dass er für den Ausgang der Geschichte beide mögliche Optionen gleichermaßen attraktiv finde: sowohl das Happyend einer Erlösung von Neo-Faust als auch seine Verdammung in die Hölle.

## Ausgaben

### Auf Japanisch
- Tezuka, Osamu: Neo Fausuto, Tokio: Asahi shimbun shuppan 1989.
- ―: Neo Fausuto, Tokio: Asahi shimbun shuppan 1992 (Asahi bunko).
- ―: Neo Fausuto. 2 Bde., Tokio: Kōdan sha 1992 (= Manga zenshū).
- ―: Neo Fausuto, Tokio: Kōdan sha 2011 (= Bunko zenshū).

### Auf Französisch
- Tezuka, Osamu: Néo Faust, Poitier: Éditions FLBLB 2016.

## Hörspiel
Am 28. und 29. Dezember 2000 wurde Neo-Faust im Radiosender NHK-FM unter dem Titel Garasu no chikyū o sukue. Tezuka Osamu no rasuto messēji (Rettet die gläserne Erde! Das Testament von Osamu Tezuka) als zweiteiliges Hörspiel ausgestrahlt.

## Tezuka undFaust

### Vorangegangene Manga-Adaptationen
Tezuka zeichnete in seinem Leben insgesamt drei Mangas, die auf Goethes Faust basieren. Gleich nach dem Ende des Zweiten Weltkriegs publizierte er als 21-Jähriger eine erste Adaptation für Kinder, Faust (ファウスト, Fausuto). Tezukas zweites Faust-Manga ist Hundert Geschichten (百物語, Hyaku monogatari) betitelt und entstand während der Krise, die der 42-jährige Zeichner wegen der finanziellen Schieflage seiner Anime-Produktionsfirma (虫プロ, Mushipuro) durchlief. Bei Neo-Faust handelt es sich also um seinen dritten Versuch mit Faust.
Die drei Werke behandeln zwar insofern dasselbe Thema, als sie von einem Faust-Charakter erzählen, der sich mit dem Tod konfrontiert, verjüngt wird und ein neues Leben beginnt. Inhaltlich weisen sie jedoch große Unterschiede auf, da Tezuka denselben Stoff jeweils völlig anders bearbeitete. Je jünger das betreffende Manga ist, umso älter sind die potenziellen Leserinnen und Leser, an die es sich richtet.
Im ersten Faust sind die Figuren alle klein und niedlich gezeichnet. Dies ist ein typischer Charakterzug von Tezukas frühen Werken. Inhaltlich folgt dieser Faust relativ treu der literarischen Vorlage, abgesehen davon, dass die für ein Kinder-Manga ungeeigneten Elemente wie das Motiv der Schwangerschaft ausgeblendet sind.
Das Manga Hundert Geschichten richtet sich vor allem an Jugendliche. Es spielt in der Zeit der Streitenden Reiche (15./16. Jahrhundert); die zweite Hälfte der Handlung weist große inhaltliche Abweichungen von der Vorlage auf.

### Projekt eines Anime-Films
1984 wurde Tezuka die Produktion eines Anime-Filmes vorgeschlagen. Der Zeichner verfasste daraufhin ein vollständiges Szenario unter dem Titel Neo-Faust. Während das Filmprojekt nicht verwirklicht wurde, resultierte aus diesem Szenario, nach erheblichen Umarbeitungen, das Manga gleichen Titels. Das Drehbuch für den Film wurde 1998 in Tezukas Nachlass entdeckt. Es weist jedoch große Unterschiede sowohl zu den fertigen Teilen des Manga Neo-Faust als auch zu den Fortsetzungsplänen auf, die durch Tezukas Berater Hasegawa überliefert sind.